# اسید پائولینیک
اسید پائولینیک (به انگلیسی: Paullinic acid) یک ترکیب شیمیایی با شناسه پاب‌کم ۵۳۱۲۵۱۸ است. 